# Wächter der Wüste
Wächter der Wüste (Originaltitel: The Meerkats) ist ein Tierfilm aus dem Jahr 2008 von Regisseur James Honeyborne.

## Handlung
Der Film zeigt Aufnahmen aus der Kalahari-Wüste und folgt einem jungen Erdmännchen ab dem Alter von drei Wochen, dem man den Namen Kolo gab, sowie seiner Erdmännchen-Familie. Großen Raum nimmt die Interaktion mit anderen Tieren ein, darunter Afrikanischer Strauß, Kampfadler, Borstenhörnchen, Wüstenlöwe, Schildkröte, Tausendfüßer, Giraffe, Kapkobra, Skorpione, Zebra, Honigdachs, Echse und Nashorn. Insbesondere wird dargestellt, was das Jungtier lernen muss und welche Gefahren es in der Wüste zu überstehen hat.

## Hintergrund
- Der Erzähler der deutschen Version ist Rufus Beck. Im englischen Originalton hört man Paul Newman. Newmans Stimme wurde Ende 2007 in einem Studio in Connecticut aufgenommen.[3] Newman starb einen Monat vor Veröffentlichung des Films.

- Laut Abspann beruhen die Geschehnisse auf Beobachtungen von Erdmännchen-Familien in freier Wildbahn und wurden über einen Zeitraum von sechs Monaten gefilmt, für einige Szenen wurden die Ereignisse jedoch nachgestellt.

- Der Film wurde von BBC Films unter Joe Oppenheimer produziert. Hergestellt wurde er von der BBC Natural History Unit sowie Yaffle Films unter Produzent Trevor Ingman. Die Weinstein Company übernahm die Co-Finanzierung.

- Die Erstaufführung fand am 4. Oktober 2008 in Frankreich auf dem 19. Dinard Film Festival statt.[4] Kinostart in Deutschland war am 20. November 2008, in Großbritannien am 7. August 2009. Die deutsche TV-Erstausstrahlung fand am 22. April 2011 in Das Erste statt.

- Der Film wurde am 22. Mai 2009 in Deutschland auf DVD und Blu-Ray veröffentlicht. Neben der eher nüchternen englischen Originalerzählung und der daran lose angelehnten deutschen Version sind zwei weitere Tonspuren vorhanden: Eine Tonspur wurde „Family Version“ genannt, bei der Rufus Beck das Erdmännchen mit verstellter Stimme spricht und Ereignisse auf kindlich-menschliche Weise kommentiert. Eine andere Tonspur wurde „Der Klang der Kalahari“ genannt und ist eine reine Geräusche- und Musikspur ohne Erzähler. Die deutschen Untertitel der DVD beziehen sich nicht auf die deutsche Tonspur, sondern stellen eine Übersetzung der englischen Tonspur dar, die von der deutschen Version abweicht.

## Kritiken
„‚Wächter der Wüste‘ ist ein Familienfilm. Das heißt in diesem Fall, dass er, wie jeder Tierfilm, Kinder und Eltern anspricht, aber auch ‚Familie‘ in geradezu propagandistischer Weise zum Thema macht. […] Die Profis der BBC Natural History Unit liefern erstaunliche Bilder – wenn es allerdings am Ende heißt, einige Szenen wären ‚nachgestellt‘, dann bemerkt man, dass im Naturfilm die gleiche Überbietungsdynamik am Werk ist wie im Actionfilm: Zugunsten des Effekts weiß keiner mehr, was echt ist und was nicht. […] Das dokumentarische Prinzip, was immer es taugen mag, kommt damit auf den Hund. Aber am Ende ist der Entwicklungsroman eines Erdmännchens ohnehin ein familienpolitisches Statement.“

„Schade nur, dass es wie bei der ‚Reise der Pinguine‘ permanent menscheln muss. Warum dürfen Tiere im Kino nicht einfach Tiere sein? Rufus Beck als Erzähler entschädigt dafür. Menschelnde Erdmännchen-Doku.“

„Erdmännchen sind die heimlichen Helden der Kalahari. Dieses familientaugliche Abenteuer dokumentiert ihre Lebensweise und bringt die geselligen Winzlinge ganz groß raus. Schwer zu ertragen ist allerdings die deutsche Erzählstimme.“

„Die vorgebliche Dokumentation entpuppt sich aufgrund der Anthropomorphisierung der Tiere, dem Vorzug von Emotionalität und Spannungsdramaturgie sowie dem Fehlen genretypischer Information als ‚tierischer‘ Abenteuerfilm für Kinder, der ganz von seinen putzig-knuddeligen Hauptdarstellern getragen wird.“

## Auszeichnungen
- Dem Film wurde am 26. Oktober 2008 im Rahmen des 21. Tokyo International Film Festival der Earth Grand Prix – Special Award verliehen.[9]
- Die Filmbewertungsstelle Wiesbaden verlieh dem Film das „Prädikat wertvoll“.